# Bentiring
Bentiring is een bestuurslaag in het regentschap Bengkulu van de provincie Bengkulu, Indonesië. Bentiring telt 4390 inwoners (volkstelling 2010).